# Liste der Städte in Australien

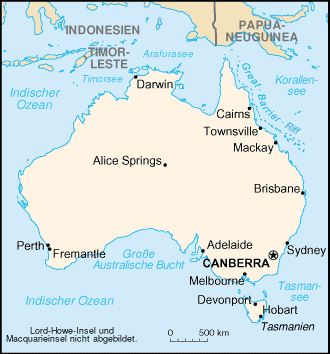
Australien

Die Liste der Städte in Australien bietet einen Überblick über die Entwicklung der Einwohnerzahl der größeren Städte des Staates Australien.

## Metropolregionen nach Einwohnerzahl
Die größten Metropolregionen in Australien sind (Volkszählung 8. August 2021):
| Rang | Metropolregion | Einwohner | Verwaltungseinheit |
| ---- | -------------- | --------- | ------------------ |
| 1.   | Sydney         | 5.231.147 | New South Wales    |
| 2.   | Melbourne      | 4.917.750 | Victoria           |
| 3.   | Brisbane       | 2.526.238 | Queensland         |
| 4.   | Perth          | 2.116.647 | Western Australia  |
| 5.   | Adelaide       | 1.387.290 | South Australia    |

## Städtische Siedlungen nach Einwohnerzahl
Die folgende Tabelle enthält die städtischen Siedlungen mit mehr als 30.000 Einwohnern und ihren Anteil an der Gesamtbevölkerung Australiens.
Aufgeführt ist auch die übergeordnete Verwaltungseinheit (Bundesstaat, Bundesterritorium, Bundesdistrikt), zu der die Stadt gehört. Die Einwohnerzahlen beziehen sich auf die jeweilige städtische Siedlung – das geographische Stadtgebiet (Urban Centre) nach der Definition des australischen Statistikamtes – nicht auf die Stadt oder Gemeinde im politischen Sinne.

fett = Hauptstädte
| Rang              | Stadt/Gemeinde              | Verwaltungseinheit                             | August 2021 | Prozent |
| ----------------- | --------------------------- | ---------------------------------------------- | ----------- | ------- |
| 1.                | Sydney                      | New South Wales                                | 4.698.656   | 18,48 % |
| 2.                | Melbourne                   | Victoria                                       | 4.585.537   | 18,04 % |
| 3.                | Brisbane                    | Queensland                                     | 2.287.896   | 9,00 %  |
| 4.                | Perth                       | Western Australia                              | 2.043.762   | 8,04 %  |
| 5.                | Adelaide                    | South Australia                                | 1.245.011   | 4,90 %  |
| 6.                | Gold Coast – Tweed Heads    | Queensland / New South Wales                   | 671.386     | 2,64 %  |
| 7.                | Canberra (ACT) – Queanbeyan | Australian Capital Territory / New South Wales | 490.181     | 1,93 %  |
| 8.                | Newcastle                   | New South Wales                                | 348.539     | 1,37 %  |
| 9.                | Central Coast               | New South Wales                                | 325.255     | 1,28 %  |
| 10.               | Sunshine Coast              | Queensland                                     | 284.131     | 1,12 %  |
| 11.               | Wollongong                  | New South Wales                                | 280.153     | 1,10 %  |
| 12.               | Hobart                      | Tasmanien                                      | 197.451     | 0,78 %  |
| 13.               | Geelong                     | Victoria                                       | 180.239     | 0,71 %  |
| 14.               | Townsville                  | Queensland                                     | 173.724     | 0,68 %  |
| 15.               | Cairns                      | Queensland                                     | 153.181     | 0,60 %  |
| 16.               | Darwin                      | Northern Territory                             | 122.207     | 0,48 %  |
| 17.               | Toowoomba                   | Queensland                                     | 108.398     | 0,43 %  |
| 18.               | Ballarat                    | Victoria                                       | 105.348     | 0,41 %  |
| 19.               | Bendigo                     | Victoria                                       | 100.649     | 0,40 %  |
| 20.               | Albury – Wodonga            | New South Wales / Victoria                     | 91.516      | 0,36 %  |
| 21.               | Maitland                    | New South Wales                                | 89.597      | 0,35 %  |
| 22.               | Launceston                  | Tasmanien                                      | 80.943      | 0,32 %  |
| 23.               | Mackay                      | Queensland                                     | 80.455      | 0,32 %  |
| 24.               | Melton                      | Victoria                                       | 76.346      | 0,30 %  |
| 25.               | Bunbury                     | Western Australia                              | 75.196      | 0,30 %  |
| 26.               | Rockhampton                 | Queensland                                     | 63.151      | 0,25 %  |
| 27.               | Hervey Bay                  | Queensland                                     | 57.722      | 0,23 %  |
| 28.               | Bundaberg                   | Queensland                                     | 52.370      | 0,21 %  |
| 29.               | Coffs Harbour               | New South Wales                                | 51.069      | 0,20 %  |
| 30.               | Shepparton – Mooroopna      | Victoria                                       | 49.862      | 0,20 %  |
| 31.               | Wagga Wagga                 | New South Wales                                | 49.686      | 0,20 %  |
| 32.               | Port Macquarie              | New South Wales                                | 47.793      | 0,19 %  |
| 33.               | Orange                      | New South Wales                                | 40.127      | 0,16 %  |
| 34.               | Dubbo                       | New South Wales                                | 38.783      | 0,15 %  |
| 35.               | Mildura – Wentworth         | Victoria/ New South Wales                      | 38.052      | 0,15 %  |
| 36.               | Sunbury                     | Victoria                                       | 38.010      | 0,15 %  |
| 37.               | Bathurst                    | New South Wales                                | 36.230      | 0,14 %  |
| 38.               | Tamworth                    | New South Wales                                | 35.415      | 0,14 %  |
| 39.               | Gladstone – Tannum Sands    | Queensland                                     | 34.703      | 0,14 %  |
| 40.               | Nowra – Bomaderry           | New South Wales                                | 33.583      | 0,13 %  |
| 41.               | Warrnambool                 | Victoria                                       | 32.894      | 0,13 %  |
| 42.               | Geraldton                   | Western Australia                              | 32.717      | 0,13 %  |
| 43.               | Albany                      | Western Australia                              | 31.128      | 0,12 %  |
| 44.               | Katoomba – Hazelbrook       | New South Wales                                | 30.049      | 0,12 %  |
| Summe (städtisch) | Summe (städtisch)           | Summe (städtisch)                              | 19.689.101  | 77,45 % |
| nicht-städtisch   | nicht-städtisch             | nicht-städtisch                                | 5.733.687   | 22,55 % |

Quelle: Citypopulation

## Significant Urban Areas nach Einwohnerzahl
Die folgende Tabelle enthält alle Significant Urban Areas (SUA), die im Jahr 2021 mehr als 10.000 Einwohnern hatten. Bei den angegebenen Einwohnerzahlen handelt es sich um Schätzungen des australischen Statistikamtes (Australian Bureau of Statistics).
Dieses merkt zu SUAs an:
„Significant Urban Areas [...] are used to define and contain major urban and near-urban concentrations of over 10,000 people. They include the urban population, any immediately associated populations, and may also incorporate one or more closely associated Urban Centre and/or Locality (UC/L) and the areas between. [...] Significant Urban Areas do not cover the whole of Australia, and may cross State boundaries.“
| Rang | Name der SUA                       | 2016      | 2021      | Jährliche Änderung (2016–21) | Verwaltungseinheit                             |
| ---- | ---------------------------------- | --------- | --------- | ---------------------------- | ---------------------------------------------- |
| 1.   | Sydney                             | 4.622.029 | 4.875.390 | 1,07 %                       | New South Wales                                |
| 2.   | Melbourne                          | 4.637.436 | 4.856.693 | 0,93 %                       | Victoria                                       |
| 3.   | Brisbane                           | 2.287.295 | 2.488.781 | 1,70 %                       | Queensland                                     |
| 4.   | Perth                              | 2.001.025 | 2.173.146 | 1,66 %                       | Western Australia                              |
| 5.   | Adelaide                           | 1.305.526 | 1.383.209 | 1,16 %                       | South Australia                                |
| 6.   | Gold Coast – Tweed Heads           | 642.002   | 702.038   | 1,80 %                       | Queensland / New South Wales                   |
| 7.   | Newcastle – Maitland               | 475.716   | 509.894   | 1,40 %                       | New South Wales                                |
| 8.   | Canberra – Queanbeyan              | 439.971   | 490.264   | 2,19 %                       | Australian Capital Territory / New South Wales |
| 9.   | Sunshine Coast                     | 341.635   | 387.486   | 1,89 %                       | Queensland                                     |
| 10.  | Central Coast                      | 333.188   | 344.951   | 0,70 %                       | New South Wales                                |
| 11.  | Wollongong                         | 294.784   | 305.880   | 0,74 %                       | New South Wales                                |
| 12.  | Geelong                            | 254.296   | 289.400   | 2,62 %                       | Victoria                                       |
| 13.  | Hobart                             | 207.396   | 230.353   | 2,12 %                       | Tasmanien                                      |
| 14.  | Townsville                         | 178.244   | 181.665   | 0,38 %                       | Queensland                                     |
| 15.  | Cairns                             | 149.182   | 155.638   | 0,85 %                       | Queensland                                     |
| 16.  | Toowoomba                          | 133.654   | 143.994   | 1,50 %                       | Queensland                                     |
| 17.  | Darwin                             | 133.098   | 135.305   | 0,33 %                       | Northern Territory                             |
| 18.  | Ballarat                           | 101.678   | 111.702   | 1,90 %                       | Victoria                                       |
| 19.  | Bendigo                            | 95.934    | 102.899   | 1,41 %                       | Victoria                                       |
| 20.  | Albury – Wodonga                   | 90.836    | 97.676    | 1,46 %                       | New South Wales / Victoria                     |
| 21.  | Launceston                         | 85.732    | 93.332    | 1,71 %                       | Tasmanien                                      |
| 22.  | Mackay                             | 80.411    | 85.435    | 1,22 %                       | Queensland                                     |
| 23.  | Rockhampton                        | 78.598    | 80.240    | 0,41 %                       | Queensland                                     |
| 24.  | Bunbury                            | 73.678    | 79.252    | 1,47 %                       | Western Australia                              |
| 25.  | Bundaberg                          | 70.179    | 74.433    | 1,18 %                       | Queensland                                     |
| 26.  | Coffs Harbour                      | 70.106    | 74.177    | 1,14 %                       | New South Wales                                |
| 27.  | Hervey Bay                         | 53.016    | 58.235    | 1,90 %                       | Queensland                                     |
| 28.  | Wagga Wagga                        | 55.800    | 57.233    | 0,51 %                       | New South Wales                                |
| 29.  | Shepparton – Mooroopna             | 50.708    | 53.983    | 1,26 %                       | Victoria                                       |
| 30.  | Mildura – Wentworth                | 51.051    | 53.677    | 1,01 %                       | Victoria / New South Wales                     |
| 31.  | Port Macquarie                     | 46.376    | 50.104    | 1,56 %                       | New South Wales                                |
| 32.  | Ballina                            | 42.890    | 46.073    | 1,44 %                       | New South Wales                                |
| 33.  | Gladstone – Tannum Sands           | 44.954    | 45.779    | 0,36 %                       | Queensland                                     |
| 34.  | Tamworth                           | 41.986    | 44.357    | 1,10 %                       | New South Wales                                |
| 35.  | Traralgon – Morwell                | 41.385    | 43.128    | 0,83 %                       | Victoria                                       |
| 36.  | Warragul – Drouin                  | 35.523    | 42.870    | 3,83 %                       | Victoria                                       |
| 37.  | Orange                             | 39.586    | 42.151    | 1,26 %                       | New South Wales                                |
| 38.  | Busselton                          | 37.690    | 41.906    | 2,14 %                       | Western Australia                              |
| 39.  | Bowral – Mittagong                 | 38.653    | 41.419    | 1,39 %                       | New South Wales                                |
| 40.  | Dubbo                              | 37.118    | 41.014    | 2,02 %                       | New South Wales                                |
| 41.  | Geraldton                          | 38.369    | 40.279    | 0,98 %                       | Western Australia                              |
| 41.  | Nowra – Bomaderry                  | 36.790    | 38.939    | 1,14 %                       | New South Wales                                |
| 42.  | Bathurst                           | 35.878    | 37.490    | 0,88 %                       | New South Wales                                |
| 43.  | Albany                             | 33.784    | 36.300    | 1,45 %                       | Western Australia                              |
| 44.  | Warrnambool                        | 34.615    | 35.754    | 0,65 %                       | Victoria                                       |
| 45.  | Devonport                          | 29.900    | 32.611    | 1,75 %                       | Tasmanien                                      |
| 46.  | Kalgoorlie–Boulder                 | 30.652    | 30.425    | −0,15 %                      | Western Australia                              |
| 47.  | Mount Gambier                      | 29.532    | 30.276    | 0,50 %                       | South Australia                                |
| 48.  | Victor Harbor – Goolwa             | 26.154    | 28.850    | 1,98 %                       | South Australia                                |
| 49.  | Lismore                            | 29.016    | 28.844    | −0,12 %                      | New South Wales                                |
| 50.  | Alice Springs                      | 26.518    | 28.601    | 1,52 %                       | Northern Territory                             |
| 51.  | Burnie – Wynyard                   | 26.978    | 28.537    | −0,06 %                      | Tasmanien                                      |
| 52.  | Nelson Bay – Corlette              | 27.459    | 28.316    | 0,62 %                       | New South Wales                                |
| 53.  | Maryborough                        | 27.240    | 27.826    | 0,43 %                       | Queensland                                     |
| 54.  | Morisset – Cooranbong              | 24.207    | 27.771    | 2,79 %                       | New South Wales                                |
| 55.  | Taree                              | 26.385    | 26.674    | 0,22 %                       | New South Wales                                |
| 56.  | Bacchus Marsh                      | 20.989    | 25.045    | 3,60 %                       | New South Wales                                |
| 57.  | Goulburn                           | 23.415    | 24.683    | 1,06 %                       | New South Wales                                |
| 58.  | Armidale                           | 24.114    | 24.171    | 0,05 %                       | New South Wales                                |
| 59.  | Gympie                             | 21.315    | 22.695    | 1,26 %                       | Queensland                                     |
| 60.  | Echuca – Moama                     | 20.848    | 22.478    | 1,52 %                       | Victoria                                       |
| 61.  | Gisborne – Macedon                 | 21.011    | 22.366    | 1,26 %                       | New South Wales                                |
| 62.  | Moe – Newborough                   | 21.483    | 21.954    | 0,43 %                       | Victoria                                       |
| 63.  | Whyalla                            | 22.432    | 21.868    | −0,53 %                      | South Australia                                |
| 64.  | Forster – Tuncurry                 | 20.855    | 20.999    | 0,14 %                       | New South Wales                                |
| 65.  | Griffith                           | 19.709    | 20.670    | 0,96 %                       | New South Wales                                |
| 66.  | Yeppoon                            | 18.539    | 20.575    | 2,11 %                       | New South Wales                                |
| 67.  | St Georges Basin – Sanctuary Point | 18.545    | 20.081    | 1,60 %                       | New South Wales                                |
| 68.  | Wangaratta                         | 18.940    | 19.877    | 0,97 %                       | Victoria                                       |
| 69.  | Grafton                            | 19.037    | 19.331    | 0,31 %                       | New South Wales                                |
| 70.  | Murray Bridge                      | 18.196    | 18.864    | 0,72 %                       | New South Wales                                |
| 71.  | Mount Isa                          | 19.271    | 18.807    | −0,49 %                      | Queensland                                     |
| 72.  | Camden Haven                       | 17.001    | 18.409    | 1,60 %                       | New South Wales                                |
| 73.  | Karratha                           | 16.363    | 17.892    | 1,80 %                       | Western Australia                              |
| 74.  | Broken Hill                        | 18.114    | 17.661    | −0,51 %                      | New South Wales                                |
| 75.  | Batemans Bay                       | 16.381    | 17.492    | 1,32 %                       | New South Wales                                |
| 76.  | Singleton                          | 16.517    | 17.135    | 0,74 %                       | New South Wales                                |
| 77.  | Ulladulla                          | 15.618    | 16.951    | 1,65 %                       | New South Wales                                |
| 78.  | Horsham                            | 16.462    | 16.944    | 0,58 %                       | Victoria                                       |
| 79.  | Port Lincoln                       | 16.198    | 16.844    | 0,79 %                       | South Australia                                |
| 80.  | Port Hedland                       | 14.411    | 16.247    | 2,43 %                       | Western Australia                              |
| 81.  | Kempsey                            | 15.125    | 15.809    | 0,89 %                       | New South Wales                                |
| 82.  | Warwick                            | 15.395    | 15.759    | 1,57 %                       | Queensland                                     |
| 83.  | Broome                             | 14.535    | 15.664    | 1,51 %                       | Western Australia                              |
| 84.  | Bairnsdale                         | 14.899    | 15.648    | 0,99 %                       | Victoria                                       |
| 85.  | Ulverstone                         | 14.402    | 15.430    | 1,39 %                       | Tasmanien                                      |
| 86.  | Sale                               | 14.891    | 15.259    | 0,49 %                       | Victoria                                       |
| 87.  | Medowie                            | 14.004    | 15.050    | 1,45 %                       | New South Wales                                |
| 88.  | Airlie Beach – Cannonvale          | 13.375    | 14.775    | 2,01 %                       | Queensland                                     |
| 89.  | Emerald                            | 13.867    | 14.356    | 0,70 %                       | Queensland                                     |
| 90.  | Port Pirie                         | 14.347    | 14.297    | −0,07 %                      | South Australia                                |
| 91.  | Port Augusta                       | 14.053    | 14.125    | 0,10 %                       | South Australia                                |
| 92.  | Colac                              | 12.450    | 12.696    | 0,39 %                       | Victoria                                       |
| 93.  | Mudgee                             | 12.019    | 12.577    | 0,91 %                       | New South Wales                                |
| 94.  | Esperance                          | 12.355    | 12.459    | 0,17 %                       | Western Australia                              |
| 95.  | Lithgow                            | 13.040    | 12.411    | −0,98 %                      | New South Wales                                |
| 96.  | Muswellbrook                       | 12.376    | 12.379    | 0,00 %                       | New South Wales                                |
| 97.  | Castlemaine                        | 10.770    | 11.285    | 0,94 %                       | Victoria                                       |
| 98.  | Portland                           | 10.943    | 11.182    | 0,43 %                       | Victoria                                       |
| 99.  | Swan Hill                          | 11.079    | 11.169    | 0,16 %                       | Victoria                                       |
| 100. | Byron Bay                          | 10.203    | 10.942    | 1,41 %                       | New South Wales                                |
| 101. | Kingaroy                           | 10.464    | 10.660    | 0,37 %                       | Queensland                                     |

Quelle: Citypopulation